# Élections législatives de 2018 aux Îles Cook
Des élections législatives ont lieu aux Îles Cook le 14 juin 2018 afin de renouveler les vingt-quatre membres du Parlement.
Le Parti démocrate (centre-droit libéral, opposition) remporte de justesse la majorité relative des sièges contre le Parti des îles Cook, nationaliste, au pouvoir. La dirigeante démocrate Tina Browne échoue cependant à obtenir un siège de députée, et le parti ne peut former seul un gouvernement. Le Parti des îles Cook parvient finalement à conserver le pouvoir, formant un gouvernement de coalition avec l'unique député du Mouvement pour l'unité des Îles Cook et les deux députés élus sans étiquette.

## Système politique et électoral
Les Îles Cook sont un pays de facto indépendant, bien que de jure sous souveraineté néo-zélandaise. Le modèle politique est fondé sur le système de Westminster. Le Parlement est élu pour quatre ans au suffrage universel direct, puis produit et contrôle l'exécutif (le Premier ministre et son gouvernement). Chacun des vingt-quatre députés est élu pour représenter une circonscription, au scrutin uninominal majoritaire à un tour,.
L'article 13.2.a de la constitution des Îles Cook stipule que le représentant de la Reine nomme Premier ministre le député qui dispose de la confiance d'une majorité au Parlement.

## Partis politiques
Deux principaux partis politiques s'affrontent. Le Parti des îles Cook (CIP) est le parti du gouvernement sortant, du Premier ministre Henry Puna, ayant remporté treize sièges aux élections de juillet 2014. Nationaliste, visant la sauvegarde de la culture des îles Cook, il est généralement considéré plus à gauche que le Parti démocrate, de tendance libérale et détenteur de neuf sièges à la suite des élections de 2014. William Heather, du Parti démocrate, est le chef de l'opposition en fin de législature sortante, mais c'est Tina Browne (qui n'est pas députée) qui mène le parti pour ces élections. Au parlement sortant, les démocrates sont alliés au Mouvement pour l'unité des Îles Cook (One Cook Islands Movement, OCIM), fondé en amont des élections de 2014.

## Résultats
|                          |                                      |        |       |        |               |  |  |  |  |
| Partis                   | Partis                               | Voix   | %     | Sièges | +/-           |  |  |  |  |
|                          | Parti des îles Cook                  | 3 654  | 42,30 | 10     | 3             |  |  |  |  |
|                          | Parti démocrate                      | 3 620  | 41,91 | 11     | 2             |  |  |  |  |
|                          | Mouvement pour l'unité des Îles Cook | 934    | 10,81 | 1      | 1             |  |  |  |  |
|                          | Titikaveka Oire                      | 97     | 1,12  | 0      | en stagnation |  |  |  |  |
|                          | Ravenga Openga                       | 7      | 0,08  | 0      | Nv            |  |  |  |  |
|                          | Indépendants                         | 326    | 3,77  | 2      | 2             |  |  |  |  |
|                          |                                      |        |       |        |               |  |  |  |  |
| Suffrages exprimés       | Suffrages exprimés                   | 8 638  |       |        |               |  |  |  |  |
| Votes blancs et nuls     |                                      |        |       |        |               |  |  |  |  |
| Total                    | Total                                |        | 100   | 24     | en stagnation |  |  |  |  |
| Abstentions              |                                      |        |       |        |               |  |  |  |  |
| Inscrits / participation | Inscrits / participation             | 10 917 |       |        |               |  |  |  |  |

| Majorité absolue |     |      |     |
| ↓                |     |      |     |
| 11               | 10  | 1    | 2   |
| Demo             | CIP | OCIM | Ind |

### Résultats des têtes de listes
| Parti | Parti                                | Dirigeant    | Circonscription    | Résultat           |
| ----- | ------------------------------------ | ------------ | ------------------ | ------------------ |
|       | Parti des Îles Cook                  | Henry Puna   | Manihiki           | Réélu              |
|       | Parti démocrate                      | Tina Browne  | Rakahanga          | Battue             |
|       | Mouvement pour l'unité des Îles Cook | Teina Bishop | Ne se présente pas | Ne se présente pas |
|       | Titikaveka Oire                      | ?            | ?                  | Battu              |

### Par circonscription
Les députés sortants candidats à leur réélection sont indiqués en italiques. Les nouveaux élus sont en gras.
Circonscriptions à Rarotonga
| Circonscription            | Député sortant | Député sortant  | Parti du sortant | Élu                   | Élu | Parti de l'élu | Résultat de l'élu |
| -------------------------- | -------------- | --------------- | ---------------- | --------------------- | --- | -------------- | ----------------- |
| Tupapa-Maraerenga          |                | George Angene   | OCIM             | George Angene         |     | OCIM           | 53,8 %            |
| Takuvaine-Tutakimoa        |                | Mark Brown      | CIP              | Mark Brown            |     | CIP            | 66,2 %            |
| Avatiu-Ruatonga-Palmerston |                | Albert Nicholas | CIP              | Albert Nicholas       |     | CIP            | 52,9 %            |
| Nikao-Panama               |                | Ngamau Munokoa  | Dém.             | Vaine Makiroa         |     | CIP            | 65,3 %            |
| Ruaau                      |                | William Heather | Dém.             | William Heather       |     | Dém.           | 53,7 %            |
| Akaoa                      |                | Teariki Heather | CIP              | Nooroa Baker          |     | Dém.           | 53,8 %            |
| Murienua                   |                | James Beer      | Dém.             | Patrick Akaiti Arioka |     | CIP            | 50,1 %            |
| Titikaveka                 |                | Selina Napa     | Dém.             | Selina Napa           |     | Dém.           | 31,6 %            |
| Ngatangiia                 |                | Tamaiva Tuavera | Dém.             | Tamaiva Tuavera       |     | Dém.           | 54,1 %            |
| Matavera                   |                | Kiriau Turepa   | CIP              | Vaitoti Tupa          |     | Dém.           | 51,8 %            |

Circonscriptions des autres îles
| Circonscription             | Député sortant | Député sortant  | Parti du sortant | Élu                     | Élu | Parti de l'élu | Résultat de l'élu |
| --------------------------- | -------------- | --------------- | ---------------- | ----------------------- | --- | -------------- | ----------------- |
| Amuri-Ureia                 |                | Toa Isamaela    | CIP              | Terepai Moate           |     | Dém.           | 59,3 %            |
| Arutanga-Reureu-Nikaupara   |                | Pumati Israela  | OCIM             | Tereapii Maki-Kavana    |     | CIP            | 51,6 %            |
| Vaipae-Tautu                |                | Mona Ioane      | CIP              | Kitai Manuela Teinakore |     | Dém.           | 53,1 %            |
| Oneroa                      |                | Wesley Kareroa  | Dém.             | Wesley Kareroa          |     | Dém.           | 67,4 %            |
| Ivirua                      |                | Tony Armstrong  | Dém.             | Tony Armstrong          |     | Dém.           | 61,2 %            |
| Tamarua                     |                | Tokorua Pareina | CIP              | Tetangi Matapo          |     | Dém.           | 59,6 %            |
| Teenui-Mapumai              |                | Rose Toki-Brown | CIP              | Rose Toki-Brown         |     | indép.         | 66,4 %            |
| Tengatangi-Areora-Ngatiarua |                | Nandi Glassie   | CIP              | Te-Hani Brown           |     | Dém.           | 56,3 %            |
| Mauke                       |                | Tai Tura        | CIP              | Tai Tura                |     | CIP            | 39,1 %            |
| Mitiaro                     |                | Tangata Vavia   | Dém.             | Tuakeu Tangatapoto      |     | CIP            | 53,7 %            |
| Manihiki                    |                | Henry Puna      | CIP              | Henry Puna              |     | CIP            | 74,0 %            |
| Rakahanga                   |                | Toka Hagai      | CIP              | Toka Hagai              |     | CIP            | 61,9 %            |
| Pukapuka-Nassau             |                | Tekii Lazaro    | CIP              | Tingika Elikana         |     | CIP            | 52,3 %            |
| Penrhyn                     |                | Willie John     | CIP              | Robert Taimoe Tapaitau  |     | indép.         | 46,2 %            |

## Analyse
Ces élections produisent un parlement sans majorité, où le Parti démocrate obtient la majorité relative en devançant d'un siège le Parti des îles Cook. La cheffe des démocrates, Tina Browne, échoue toutefois à obtenir un siège de députée, battue dans la circonscription de Rakahanga par le député sortant Toka Hagai. Les deux députés sans étiquette sont en position d'arbitrage - dont Rose Toki-Brown, qui avait été députée du Parti des îles Cook, puis avait rejoint le Parti démocrate dont elle était devenue la cheffe, avant de retourner au Parti des îles Cook puis de se présenter finalement sans étiquette à ce scrutin. La fille de Rose Toki-Brown, Te-Heni Brown, fait son entrée au Parlement à l'âge de 22 ans en étant élue pour sa part députée du Parti démocrate, et en battant le ministre de la Santé Nandi Glassie dans sa circonscription,. Les résultats définitifs sont annoncés le 28 juin.

## Formation d'un gouvernement
Le 6 juillet, les négociations aboutissent à un accord de gouvernement entre le Parti des Îles Cook, l'unique député du Mouvement pour l'unité des Îles Cook et les deux députés élus sans étiquette. Henry Puna demeure Premier ministre et ministre des Affaires étrangères, et intègre ces trois députés à un gouvernement de coalition. George Angene (Mouvement pour l'unité des Îles Cook) est nommé ministre de la Culture, ainsi que des Services pénitentiaires. Rose Toki-Brown (sans étiquette) est nommée ministre de la Santé, de la Justice et de l'Agriculture. Robert Tapaitau (sans étiquette) devient ministre des Infrastructures, des Services nationaux de l'Environnement, des Transports, et des Projets pour les îles éparses. Mark Brown, du Parti des Îles Cook, demeure pour sa part vice-Premier ministre et ministre des Finances.
En septembre 2018, le ministre de la Police, Albert Nicholas, est limogé alors qu'il est à l'étranger pour raisons de santé, et remplacé par Vaine Makiroa.

### Changements ultérieurs
Le 15 novembre 2018 survient le décès de Tony Armstrong, député démocrate d'Ivirua. Sa veuve Agnes Armstrong (démocrate) remporte l'élection partielle qui en résulte le 22 janvier.
En janvier 2019, Te-Hani Brown, députée démocrate de Areora-Tengatangi-Ngatiarua, quitte le Parti démocrate et siège sans étiquette dans la majorité parlementaire du gouvernement du Parti des îles Cook. Le 7 février elle démissionne du Parlement afin de se présenter sans étiquette aux électeurs de sa circonscription via une élection partielle. Elle remporte l'élection partielle le 19 mars.